# Centrale sindacale
Una centrale sindacale, o confederazione sindacale, è l'unione volontaria dei sindacati o delle loro federazioni di un singolo paese.

## Caratteristiche
Il suo scopo dovrebbe essere quello di unificare sotto un unico organismo tutti i sindacati presenti in una singola nazione. Tuttavia, se quasi in ogni paese è presente una centrale sindacale, in molti ne è presente più di una, di solito differenziate su basi ideologiche; inoltre, può accadere che taluni sindacati non facciano parte di alcuna centrale sindacale.
A loro volta molte delle centrali sindacali nazionali sono membri di centrali sindacali internazionali, come principalmente della Confederazione sindacale internazionale (CSI) e della Federazione sindacale mondiale (FSM).

## Nel mondo
In alcuni paesi, come ad esempio la Danimarca, la Norvegia, la Svezia e la Finlandia vi sono centrali sindacali separate per i colletti blu e una per gli impiegati.
Fra le principali centrali sindacali nel mondo troviamo in una lista non esaustiva:
- Nord America
  - AFL-CIO (USA)
  - CtW (U.S.A)
  - CLC (Canada)
- Sud America
  - CUT (Brasile)
  - CGT (Argentina)
  - CTA (Argentina)
- Europa
  - ÖGB (Austria)
  - Trades Union Congress (Regno Unito)
  - Scottish Trades Union Congress (Regno Unito)
  - DGB (Germania)
  - CGT (Francia)
  - CFDT (Francia)
  - CGIL (Italia)
  - CISL (Italia)
  - UIL (Italia)
  - CCOO (Spagna)
  - FNV (Olanda)
- Africa
  - COSATU (Sudafrica)
- Asia
  - RENGO (Giappone)
- Oceania
  - ACTU (Australia)

### Italia
A seguito di ben due scissioni, dall'originale CGIL sono scaturite altre due confederazioni: la CISL e la UIL. Il motivo per cui in molte nazioni sono presenti più d'una confederazione è imputabile alle differenze ideologiche o a ragioni storiche sedimentate nel tempo.